# Anime in delirio
Anime in delirio (Possessed) è un film del 1947 diretto da Curtis Bernhardt.
È stato presentato in concorso al 2º Festival di Cannes.

## Trama
Los Angeles: Louise, una giovane infermiera, viene assunta da un facoltoso uomo d'affari, per assistere la moglie malata e bisognosa di assistenza continua.
Durante un periodo di riposo incontra il giovane David, se ne innamora immaginando di essere ricambiata ma l'uomo alla fine l'abbandona, facendola cadere nella più completa disperazione e con i primi sintomi della malattia mentale.
Louise accetta di sposare l'anziano e facoltoso uomo d'affari, rimasto vedovo per la morte della moglie, e con una giovane figlia da allevare Carol. Trasferitasi con il marito a Washington, Luise ritrova nuovamente David, intenzionato a risolvere i suoi problemi finanziari sposando Carol.
Louise ancora innamorata e ingelosita dai propositi di David in una crisi di delirio e in preda ad allucinazioni, lo uccide. Viene ricoverata per una grave forma di psicosi, in una clinica per malati mentali e presa in cura dal Dottor Ames, che lentamente e con pazienza riesce, con farmaci, ma soprattutto con la psicoterapia a portare la giovane verso la guarigione.

## Produzione

### Edizioni
Il film girato in bianco nero è stato colorato con procedimento digitale alla fine degli anni 80 per l'uso Home video, ma ha conservato il doppiaggio originale degli anni 40.